# Miroslav Koblenc
Miroslav Koblenc (* 2. únor 1977) je bývalý český fotbalista, obránce.

## Fotbalová kariéra
V české lize hrál za SK Dynamo České Budějovice. Nastoupil v 1 ligovémh utkání. Ve druhé lize hrál i za SK Tatran Poštorná a nastoupil celkem ve 23 utkáních.

## Ligová bilance
| Ročník                          | Zápasy | Góly | Klub                       |
| ------------------------------- | ------ | ---- | -------------------------- |
| 1. česká fotbalová liga 1994/95 | 1      | 0    | SK Dynamo České Budějovice |
| CELKEM                          | 1      | 0    |                            |